# MoCADA
Le Museum of Contemporary African Diasporan Arts ou MoCADA (Musée des arts contemporains de la diaspora africaine) est un musée américain, fondé en 1999 par Laurie Cumbo (en) à Brooklyn (New York), qui utilise les arts visuels et les arts de la scène pour faire découvrir les contributions artistiques contemporaines de la diaspora africaine.

## Histoire
Le MoCADA est fondé par Laurie Angela Cumbo en 1999 dans un immeuble appartenant à l'Église épiscopale méthodiste africaine à Bridge street dans le quartier de Bedford-Stuyvesant à Brooklyn dans l’État de New York. Le projet du MoCADA est exposé dans la thèse de Laurie Cumbo soutenue à l' université de New York, pour l'obtention de son Master of Arts (mastère 2) en arts visuels.
L'originalité du musée est d'utiliser les arts visuels afin de stimuler des échanges entre les visiteurs et le personnel du musée,.
Le  MoCADA offre des bourses pour  des artistes qui désirent exposer leurs œuvres, grâce au soutien de l'Institut des services des musées et des bibliothèques (IMLS) et de la Lambent Foundation, les candidats doivent être titulaire du Bachelor of Arts (licence) ou du Master of Fine Arts (mastère 2) ou de leurs équivalents dans les domaines des beaux arts, de l'histoire de l'art, des arts visuels avec une spécialisation dans les arts issus de la diaspora africaine.  
En plus de ses expositions, le MoCADA organise des événements culturels et des voyages en Afrique.  
En 2019, il est prévu une nouvelle implantation du MoCADA au 300 Ashland Place à Brooklyn, ce nouvel espace comportera près de 400 unités locatives dont 76 appartements, quatre théâtres-cinéma, une succursale de la bibliothèque publique de Brooklyn et le 651 ARTS, des salles de théâtre, de danse et de musique de la diaspora africaine.  
En février 2019, la New York City Landmarks Preservation Commission (Commission de conservation des monuments de la ville de New York) a donné son accord au MoCADA pour la création d'un parc consacré à la sculpture sur le terrain de Fort Greene.